# 长隔香属
长隔香属（学名：Upuna）是龙脑香科的一属。

## 下属物种
本属包括以下物种：
- Upuna borneensis Symington[2]